# ダビド・ロンバン
ダビド・ロドリゲス・ロンバン（David Rodriguez Lomban、1987年6月5日 - ）は、スペイン・アビレス出身のサッカー選手。マラガCF所属。ポジションはDF。

## 経歴
2006年からバレンシアCF・メスタージャでプロキャリアをスタートさせ、2007年からバレンシアCFでもプレーした。2009年にUDサラマンカにレンタル移籍し、2010年にヘレスCDに移籍した。2012年、FCバルセロナBに移籍した。

## 代表歴
スペイン代表にはU-17、U-19、U-21の各年代で呼ばれており、2004年に行われたUEFA U-17欧州選手権では準優勝を経験している。

## タイトル

### クラブ
バレンシアCF
- コパ・デル・レイ : 2007-08